# Aurelio Curti
Aurelio Curti (Frosinone, 21 maggio 1917 – Roma, 11 aprile 1990) è stato un politico italiano.

## Biografia
Laureato in Scienze politiche, è pubblicista. Esponente della Democrazia Cristiana. Dal 1958 al 1972 è stato deputato alla Camera, per un totale di tre legislature consecutive. Fra il 1970 e il 1972 è stato anche Sottosegretario di Stato alla Presidenza del Consiglio dei ministri nel Governo Rumor III, nel Governo Colombo e nel Governo Andreotti I.
Muore nell'aprile del 1990, all'età di 72 anni.